# Sternberg-palota

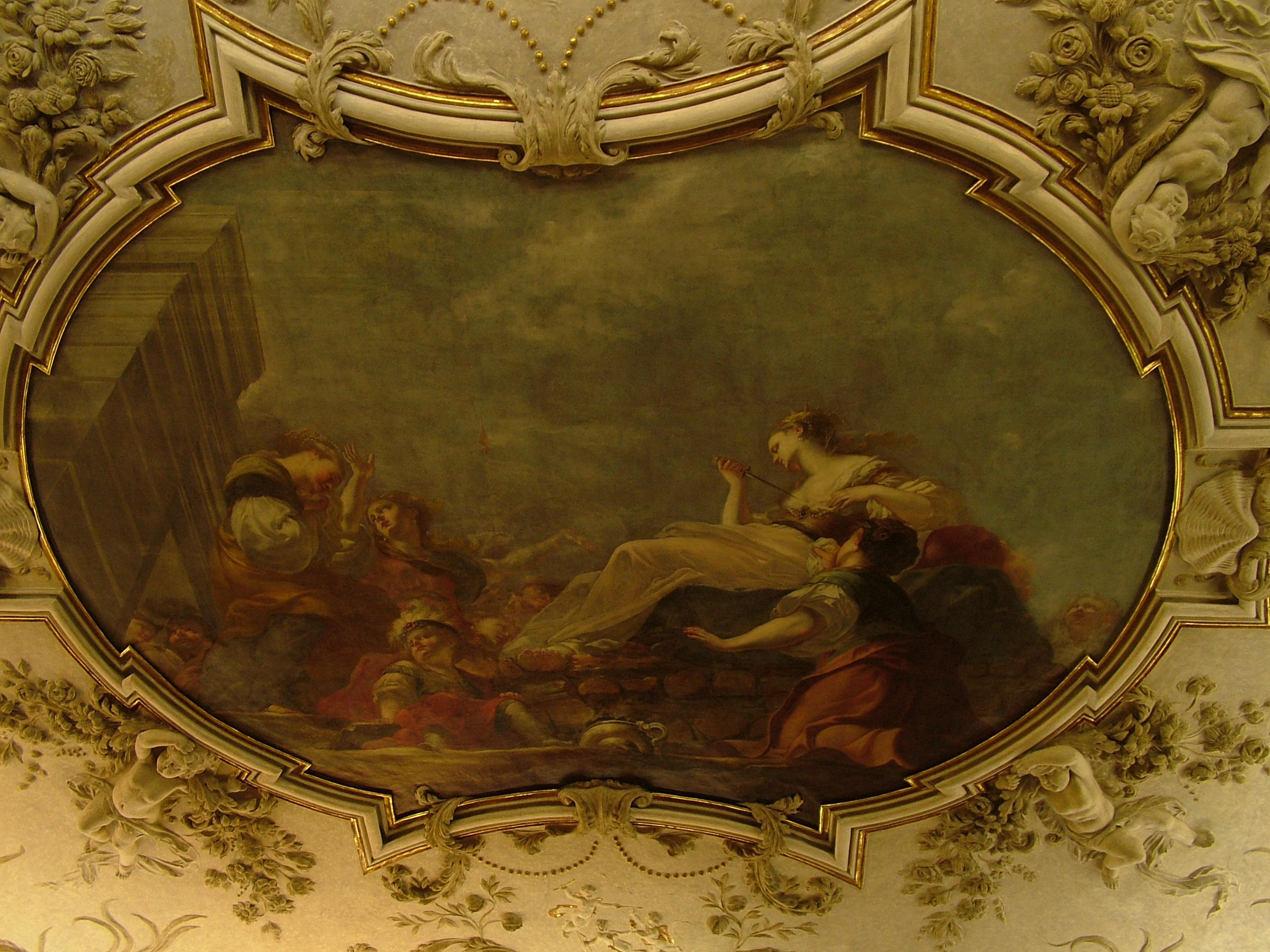
mennyezetkép

A Sternberg-palota (csehül Šternberský palác, 57/15) a cseh világi barokk építészet egyik legkiemelkedőbb épülete a prágai Hradzsin tér északi oldalán áll.

## Története
Václav Vojtěch Šternberk gróf építtette valamikor 1698–1730 között néhány kisebb, gótikus épület és egy reneszánsz palota helyére — ez utóbbit Kryštof Popel Lobkowicz a 16. század végéig használta. Nemcsak az építkezés pontos időpontjáról nem maradtak bizonyító erejű dokumentumok, de még azt sem tudni, ki is építette a palotát. A történészek többségének három jelöltje:
- Domenico Martinelli,
- Giovanni Battista Alliprandi vagy
- Jan Blažej Santini-Aichel,

de egyes vélemények szerint az épületet
- Christoph Dientzenhofer,

vagy akár
- Johann Bernhard Fischer von Erlach

is tervezhette.
A déli szárny építését félbehagyták, és csak 1835–1842 között fejezte be Jan Novotný cseh építész. Ekkor készült el az épület neobarokk bejárata és a második emeleti nagyterem is.
Franz Josef Sternberg 1796-ban alapította meg a cseh hazafiak művészetpártoló társaságát, majd 1811-ben eladta palotáját az általa alapított társaságnak, amely ideköltöztette az addig összegyűjtött tárgyakat a Černín-palotából (amit katonai kórházzá alakítottak). 1821 és 1847 között az épületet a Cseh Nemzeti Múzeum vette bérbe. Ezután itt rendezték be egyes, kiemelkedő cseh tudósok (például Pavel Jozef Šafárik és a botanikus Karel Bořivoj Presl) munkahelyét; Václav Hanka és a festő Antonín Mánes egy ideig itt is lakott.
Mivel a palota túlságosan messze volt a város központjától, ami kényelmetlenné tette a gyűjtemények látogatását, a művészetpártoló társaság 1871-ben eladta az épületet. Egy évvel később a Leányok és Asszonyok Szent Anna Egyesülete értelmi fogyatékosok szanatóriumává alakította. Ezt az intézményt Ernestinumnak nevezték el a társaság elnökasszonya és legfőbb adományozója, Ernestina Auersperková tiszteletére. 1918-ban ezt az intézményt kiköltöztették Prágából, és helyét egy kadétiskola foglalta el. A német megszállás és a protektorátus idején a hadsereg használta, majd 1945-től a várőrség kaszárnyája volt. 1946–1948 között kezdték ideszállítani a Prágai Nemzeti Galéria kincseit, és hamarosan megnyílt a galéria első kiállítása.
2002–2003-ban teljesen felújították.

## Az épület
A kétemeletes palota négy épületrésze közel négyzet alakú belső udvart fog közre. A barokk stílusú épület homlokzata a Hradzsin tér felé fordul; mögötte a Szarvas-árokban a Brusnice-patak folyik. A nyugati oldalon kis kertet alakítottak ki kerti tóval és szobrokkal. Az efelé forduló (nyugati) szárny középső része (egészen a tetőig) körívesen előreugrik.
Bejárata az egykor a Hradzsin teret a Szarvas-árokkal összekötő ösvény helyén épített gyalogútról nyílik. Az ovális előcsarnok végéből monumentális lépcsőház vezet a felsőbb szintekre. A tető alatt Csehországban korábban szokatlan, a francia építészetből átvett módon festői manzárdokat alakítottak ki.
A belső udvar felé néző falakat gazdag stukkódíszek ékítik. A második emelet ablakainak medallionjaiban római császárok arcmásait mintázták meg. A relief Héraklész legendájának eseményeit (Minósz bikája, a lernéi Hüdra, a nemeai oroszlán, a titánok legyőzése) mutatja be. 1947-ig a belső kertben állt a francia Antoin-Louis Bary monumentális, az óriáskígyót széttépő oroszlánt ábrázoló szobra.
A második emeleti csarnokok stukkóit Giuseppe Donato Frisoni mintázta. A két terem mennyezetét díszítő, ovális keretekben elhelyezett mennyezetfestmények (Dido karthágói királynő öngyilkossága, Artemiszia halikarnasszoszi királynő gyásza) Michael Václav Halwax munkái. A szomszédos terem mitológiai témájú mennyezetképét Matěj Nettel festette. A kínai szalon és az antik szalon mennyezetén Jan Rudolf Byss a Sternberg család címerének alakjait örökítette meg allegorikusan. A kínai szalon keleties hangulatú berendezése Jan Václav Kratochvíl munkája.
Az első emelet falfestményeit (a bolygók és a kontinensek allegóriái, valamint jeles személyiségek — például Kolumbusz Kristóf — arcképei) letakarták, hogy ne vonják el a figyelmet a kiállított műalkotásokról.
Kertjéből szép kilátás nyílik a Szarvas-árokra, a Királyi kertekre és az északi városrészre. A kerti házban a 19–20. századi francia művészet alkotásait állították ki.

## Cseh Nemzeti Galéria
Ez a palota a Cseh Nemzeti Galéria főépülete, itt látható a galéria legtöbb, külföldi műalkotásokat bemutató kiállítása:
- a 15–19. század német és osztrák művészete;
- a 14–18. század itáliai művészete;
- a 15–18. század flamand és holland művészete;
- a 15–18. század spanyol, és francia és angol művészete;
- az ikongyűjtemény és a
- kínai kabinet.